# Никольский (Рязанская область)
Ни́кольский — посёлок в Сараевском районе Рязанской области России. Входит в состав Желобовского сельского поселения.

## География
Посёлок находится в юго-восточной части Рязанской области, в лесостепной зоне, в пределах Окско-Донской равнины, к северу от автодороги 61К-041, на расстоянии примерно 8 километров (по прямой) к западу-северо-западу от посёлка городского типа Сараи, административного центра района. Абсолютная высота — 163 метра над уровнем моря.

### Климат
Климат характеризуется как умеренно континентальный, с тёплым летом и умеренно холодной зимой. Среднегодовая температура воздуха — 3,8 °C. Средняя температура воздуха самого холодного месяца (января) — −11,4 °C (абсолютный минимум — −40 °C); самого тёплого месяца (июля) — 19 °C (абсолютный максимум — 39 °C). Безморозный период длится 135—155 дней. Среднегодовое количество осадков — 558 мм, из которых 365 мм выпадает в период с апреля по октябрь. Снежный покров держится в течение 120—147 дней.

### Часовой пояс
Посёлок Никольский, как и вся Рязанская область, находится в часовой зоне МСК (московское время). Смещение применяемого времени относительно UTC составляет +3:00.

## Население
| 2010 |
| ---- |
| 4    |

### Национальный состав
Согласно результатам переписи 2002 года, в национальной структуре населения русские составляли 100 % из 17 чел.